# Lijst van golfjargon
De golfterminologie is een verklarende woordenlijst met veelgebruikte termen uit de golfsport. Zoals in de gehele wereld wordt ook in Nederland nog altijd Engelse terminologie gebruikt.

## A
- Adresseren van de bal: stand innemen voor het slaan van de bal.
- Afslagplaats of tee: de beginplaats vanwaar wordt afgeslagen op elke hole.
- Airshot: een speler maakt een airshot als hij de bedoeling had de bal te slaan, maar hem gemist heeft, dus eroverheen geslagen heeft. Een airshot telt als slag.
- Albatros: een hole die in drie slagen onder par gespeeld wordt.
- Amateur: elke golfer die golft voor het plezier en verder niet meer (geldelijke) beloning ontvangt dan de amateurstatus goedkeurt.
- Approach: een schot naar de green.
- Apron: Het kort gemaaide gedeelte (maaihoogte 10-12 mm), enige meters breed, rondom de green.

## B
- Baan: het hele terrein waarop mag worden gespeeld.
- Baanrecord: laagste notering van een score van een bepaalde golfbaan.
- Back Nine: op een baan van 18 holes: holes 10 tot en met 18. De andere holes zijn de Front Nine.
- Backspin: een achterwaartse rotatie van een bal om zijn horizontale as, veroorzaakt door de loft van het clubblad, de invalshoek en de clubhoofdsnelheid. Een bal die geraakt wordt beneden zijn middelpunt met een club met loft (zelfs een putter) zal backspin hebben tijdens de balvlucht. Hoe meer backspin hoe sneller de bal op de green zal stoppen of zelfs zal terugrollen.
- Back tee: er zijn drie soorten tees: de "back tee" is voor de professionals en topamateurs, de "medal tee" is voor gemiddelde golfers en de "foreward tee" is voor beginnelingen en senioren.
- Backstand: een losse standaard aan een draagtas zodat het geheel blijft staan.
- Backswing: het gedeelte van de swing die zich van de bal af beweegt.
- Baffle: oude naam voor een houten vijf.
- Bal: bal die voldoet aan de regels van de Royal & Ancient.
- Balata: materiaal waarvan in het verre verleden de buitenkant van golfballen werd gemaakt. Balata is zacht en neemt goed effect aan en was daarom populair bij goede spelers. Balata-ballen worden thans niet meer gemaakt en zijn vervangen door ballen met een buitenlaag van urethaan of surlyn.
- Balhengel: telescopische stok, uitschuifbaar tot ca. 4,5 meter, met een metalen netje of bakje aan het uiteinde om een bal uit een waterhindernis te halen.
- Balinslag: wanneer de bal op de green landt maakt hij vaak een klein putje door de inslag. Dat heet ook wel een "ball mark" of "pitch mark. De speler is verplicht dat te herstellen met een "pitchfork" (zie aldaar).
- Bal in spel: zodra de speler heeft afgeslagen is de bal 'in spel', totdat de hole is uitgespeeld. Een speler moet met dezelfde bal blijven spelen zolang de bal 'in spel' is, tenzij de regels toestaan de bal te vervangen. Dat moet dan door eenzelfde soort bal (harde of zachte).
- Ballenspiraal
- Ball marker: op de green is het toegestaan de bal op te nemen (en bijvoorbeeld schoon te maken), maar dan moet men natuurlijk de plaats waar de bal ligt wel markeren. Dat gebeurt met een "balmerker". De meeste golfers doen dat met een muntje.
- Ball spotter: iemand die kijkt waar de bal terechtkomt na een drive, ook wel "fore-caddie" genoemd. Deze fore-caddie staat dus twee- tot driehonderd vóór de speler op de baan.
- Bestball: partij waarbij alleen de beste bal van twee of drie spelers telt.
- Birdie: een hole die in één slag onder par gespeeld wordt.
- Blind hole: Een hole waarbij men de green niet kan zien vanaf de tee.
- Bogey: een hole die in één slag boven par gespeeld wordt.
- Bruto score: Het totaal aantal slagen in een strokeplaywedstrijd zonder rekening te houden met iemands handicap.
- Buiten de baan: situatie waarbij de bal buiten de golfbaan terechtkomt. De bal is dan Out of Bounds.
- Bunker: een bunker is een hindernis in de baan; hij is met zand gevuld.

## C
- Caddie: iemand die tijdens het spel zorgt de stokken van een speler draagt en verzorgt, en die de speler ook op andere wijze assisteert volgens de Regels.
- Caddie boekje: Een boekje met een plattegrond van elke hole van de baan, waarop alle afstanden staan genoteerd, zodat het afstand schatten veel eenvoudiger wordt.
- Caddiemaster: oorspronkelijk de baas van de caddies, nu vaak de naam voor de persoon die de (gast)spelers ontvangt en waar spelers een starttijd kunnen bespreken.
- Chip: een slag (meestal over kortere afstand) waarbij de rol van de bal veel verder is dan de vlucht.
- Chipping green: Oefengreen waar mensen hun chips kunnen oefenen.
- Clinic: Een kennismakingsarrangement voor een groep personen. Duurt van 2 tot 4½ uur. De inhoud is putten, chippen, driving range en als de tijd het toelaat een paar holes spelen op de oefenbaan.
- Clubface: Het slagvlak van het clubblad.
- Clubhuis: Gebouw van een golfclub, meestal met receptie, heren- en dameskleedkamers, restaurant, lounge, bar, terras, golfshop, secretariaat, kantoren voor het management, vergaderruimtes en een les- en educatiecentrum.
- Clubhouse leader: De clubhouse leader is de speler die de laagste score heeft van alle spelers die hun ronde tijdens een toernooi al afgewerkt hebben, terwijl er nog andere spelers in de baan zijn. Hij heeft dus niet noodzakelijk de laagste score van alle spelers op dat moment - er kunnen spelers onderweg zijn die nog lager scoren, maar hun ronde nog niet afgewerkt hebben.
- Club: het instrumentarium waarmee de golfer de golfbal slaat. Vroeger werd het een golfstok genoemd, omdat de steel van hout werd gemaakt.
- Commissie: groep mensen belast met leiding van de wedstrijd of bestuur van de baan.
- Condor: een hole die in vier slagen onder par gespeeld wordt.
- Course management: Bij het spelen van een golfbaan rekening houden met alle makkelijke en moeilijke punten zodat de bal niet in hindernissen terechtkomt.
- Course rating: cijfermatige aanduiding voor de moeilijkheidsgraad van de baan voor een scratch speler.
- Cut line: De schifting na twee dagen in een (professioneel) toernooi. Een bepaald aantal spelers mag doorgaan naar de laatste twee dagen, de anderen "missen de cut". Vaak ligt deze "cut" op 65 spelers (van de rond 150 spelers die aan een toernooi beginnen). Zo'n 45% dus.

## D
- Dimple pattern: het patroon van dimples op een bal. Het is een onderwerp van studie bij balfabrikanten.
- Dimples: de deukjes (dimples) (tot 500 in aantal) in het oppervlak van de golfbal. Die dimples zijn aerodynamisch van groot belang voor de balvlucht.
- Distance marker: een teken in de baan (paaltje, tegel, steen) dat een bepaalde afstand tot (het midden van) de green markeert. Handig voor de clubkeuze.
- Ditch: een greppel. Of er water in staat of niet, volgens de Regels is het een hindernis.
- Divot: grasplag die de speler uit de grond slaat en geacht wordt daarna terug te leggen. Beginnende spelers slaan vaak per ongeluk voor de bal in de grond, goede spelers doen het expres nadat ze de bal hebben geraakt, als ze een backspin willen slaan, wat vooral voorkomt met slagen naar de green.
- Dogleg: hole met een fairway waar een bocht in zit en die daardoor qua vorm enigszins lijkt op de achterpoot van een hond. In het Duitse taalgebied heet dat een hole met een "hundebein".
- Door de baan: Engels: through the green. Het gehele gebied van de baan, behalve de afslagplaats, de green van de hole die gespeeld wordt en alle hindernissen.
- Doorlaten: soms kun een speler de bal niet meteen vinden of blijkt de achteropkomende partij duidelijk sneller te spelen. Om oponthoud te voorkomen laat men de achteropvolgende partij passeren.
- Dormie: stand tijdens een matchplay-wedstrijd waarin de achterstaande speler verder alle holes moet winnen om nog gelijk te eindigen.
- Double bogey: een score van twee boven par op een hole.
- Downhill lie: De speler staat op een helling en de bal ligt lager dan zijn voeten.
- Draw: als de bal bewust met effect van rechts naar links wordt gespeeld (uitgaande van een rechtshandige speler). Bijvoorbeeld om een boom heen. De tegenhanger van een draw is een fade. Een bal die met een draw geslagen wordt, rolt iets verder door dan een bal die met een fade wordt geslagen.
- Driebal: een groep van drie spelers die tegelijk spelen.
- Drive: de eerste slag op een hole, geslagen met een driver.
- Driver: de driver is de grootste club in een golftas, zowel in lengte en formaat van de kop. De loft is 9 - 11 graden. Een speler zal met zijn driver (af)slaan als hij zo ver mogelijk wil slaan.
- Drivingrange: Een drivingrange is een oefenterrein voor golfspelers.
- Droppen:  het opnieuw in het spel brengen van de bal door hem vanaf kniehoogte (nieuwe regel vanaf 2019) te laten vallen. Dit mag, afhankelijk van de omstandigheden, volgens de regels. Soms kost het een strafslag.

## E
- Eagle: een hole die in twee slagen onder par gespeeld wordt.
- Eclectic (golf): Wedstrijdvorm, waarbij van tevoren wordt bepaald hoeveel keer een bepaald aantal holes worden gespeeld. De laagste score van een hole telt voor het eindresultaat. Vaak een evenement dat meerdere dagen duurt, zodat veel spelers kunnen meedoen. Voorbeeld: men speelt 6 keer de holes 1, 14 en 17.
- Eer: iemand heeft de eer als hij het recht heeft om als eerste af te slaan, meestal omdat hij de vorige hole heeft gewonnen.
- Eilandgreen: Green op een (schier)eiland, bijna volledig omgeven door water, op een toegangskant of smal paadje na.
- Embedded ball: De bal ligt voor het grootste gedeelte begraven. In de fairway en op de green mag de bal opgepakt worden en worden schoongemaakt en daarna worden respectievelijk gedropt of geplaatst. In een bunker heet deze ligging een spiegelei en moet er gespeeld worden zoals de bal ligt. In dit geval volgt een uiterst moeilijke slag.
- Etiquette: (niet afdwingbare) regels betrekking hebbende op het gedrag van een speler in de baan. Overtreding van deze regels levert geen strafslagen op. Men kan wél gediskwalificeerd worden wegens wangedrag.
- Europese PGA Tour: de Europese toernooiencyclus voor professionele golfers.
- Exemption: een "exemption" staat een speler toe, zonder kwalificatie, aan een toernooi deel te nemen.
- Extra holes: wanneer een wedstrijd gelijk is geëindigd dan gaan de spelers een aantal extra holes spelen om te bepalen wie de winnaar wordt. Vaak ook wel "play-off" genoemd. Soms wordt dat gespeeld als "sudden death" (zie aldaar), soms over een vastgesteld aantal holes.

## F
- Fade: een balvlucht met een (kleine) bocht naar rechts. Hetzelfde dus als een "slice", maar dan met opzet geslagen. Het tegenovergestelde heet een "draw".
- Fairway: het gedeelte van de baan tussen de afslagplaats en de green. Vrij kort gemaaid om de bal een goede ligging te bezorgen.
- fairway bunker: een met zand gevulde kuil. Kan naast de green liggen (een "green-side bunker") of in de fairway (een "fairway bunker").
- fairway wood: een hout met wat minder loft dan de driver en bruikbaar om vanaf de fairway te slaan.
- Fat shot
- feather ball: de golfbal zoals die van 1620 tot het midden van de 19e eeuw werd gebruikt. Een pan vol met veren werd gekookt en die veren werden nat in een leren omhulsel geperst. Na het dichtstikken droogden de veren op en werd de bal keihard.
- Flight: Een groepje spelers (2 tot 4) die samen een rondje lopen in een wedstrijd.
- Flop shot: Schot waarbij de bal zo hoog mogelijk over een obstakel wordt gespeeld. Professionals creëren hierbij vaak back-spin.
- Fluffy lie: Een bal die bovenop langer gras komt te liggen. Het gevaar is dan aanwezig dat de speler de bal te hoog raakt, wat een slechte impact en dus een geringere afstand tot gevolg heeft.
- Follow through: Het gedeelte van de swing nadat de bal is geraakt.
- Fore: verplichte uitroep ter waarschuwing als de bal fout wordt gespeeld en naar een andere speler of toeschouwer gaat. Beweerd wordt dat  het een afkorting is van Flying Object Returning to Earth.
- Forecaddie: Extra caddie die vooruitloopt om te zien waar de bal terechtkomt. Dit kan nodig zijn bij mist of bij blinde tee-shots. Tegenwoordig mag een speler niet meer dan één caddie hebben, deze mag uiteraard vooruit lopen om de bal te zien neerkomen. Bij wedstrijden worden vaak spotters ingezet.
- Four-ball: Een wedstrijd tussen de beste bal van twee teams.
- Foregreen: Het kort gemaaide gedeelte, soms enige meters breed, rondom de green.
- Foursome: partij waarin twee spelers spelen tegen twee andere spelers, elke kant met één bal, die om de beurt geslagen wordt.
- Freedrop: De bal droppen zonder dat er een strafslag geteld hoeft te worden.
- Front Nine: holes 1 tot en met 9 op een baan met 18 holes. Holes 10 tot en met 18 zijn de Back Nine.

## G
- Gapwedge: club met een grote loft (tussen Sand Wedge en lobwedge) waarmee de bal over korte afstand hoog door de lucht kan worden gespeeld.
- geassocieerde golfclub: een golfclub die speelt op een baan die nog niet voldoet aan de eisen van de KNGF.
- geplugged: de bal ligt geheel of gedeeltelijk begraven.
- gesloten clubblad: Het clubblad staat (bij adresseren en impact) niet haaks op het doel maar wijst naar links.
- Gimmie: een term die in matchplay gebruikt wordt voor een bal die zo dicht bij de hole ligt dat hij niet meer hoeft te worden uitgeholed. Of een bal ook daadwerkelijk een gimmie is, wordt bepaald door de tegenstander.
- GIR: afkorting van de Engelse woorden "greens in regulation". Vaak als percentage aangegeven voor het succesvolle aantal reguliere schoten naar de green, die ook op de green eindigen. (1ste schot op een par 3, 2de op een par 4 of 3de op een par 5)
- Golfvaardigheidsbewijs: bewijs dat de houder capabel genoeg is om golf te spelen
- Green of putting green: kort gemaaid stuk gras aan het einde van iedere hole.
- Greenfee: de bijdrage die een golfspeler aan de uitbaters van een golfparcours betaalt om een aantal holes te spelen.
- Greenkeeper: persoon die de golfbaan onderhoudt.
- groove: de gleufjes op het slagblad van het clubblad. Ze helpen de bal omhoog te gaan en creëren backspin.
- grounden: De club op de grond zetten gedurende het adresseren. In een hindernis mag men niet "grounden".
- GUR: afkorting van  "Ground under repair". Elk deel van een golfbaan dat door de terreincommissie is aangewezen als GUR en als zodanig is gemarkeerd. Dit gebied mag vrij ontweken worden, vaak is bepaald dat daaruit niet gespeeld mag worden. Het zijn delen van de baan waar gewerkt wordt of die bescherming nodig hebben, zoals bijvoorbeeld  gedeelten waar jonge struiken zijn aangeplant. GUR wordt veelal aangegeven door blauwe paaltjes.

## H
- Halved: term die in matchplay gebruikt wordt wanneer de spelers eenzelfde netto score op een hole hebben gehaald.
- Handicart: een dwergauto voor golf.
- Handicap: de cijfermatige aanduiding van het speelniveau van een golfspeler. Een +handicap is een handicap beter dan nul. Heeft een speler een handicap van plus 2, dan speelt hij gemiddeld elke golfbaan 2 onder par.
- handschoen: Alleen aan de linkerhand gedragen door rechtshandige spelers. Het bevordert de grip om de club vast te houden.
- headcover: Een beschermingshoes over het clubblad. Meestal voor de "houten" clubs.
- hengel (golf): Telescopische stok, uitschuifbaar tot ca. 4,5 meter, met een metalen netje of bakje aan het uiteinde  om een bal uit een waterhindernis te halen.
- Hindernis: bunkers of waterpartijen op een baan.
- Hole: het gat in de grond waar de bal uiteindelijk in moet. Diameter is 4,25 inch = 10,8 cm en minstens 4 inches diep = 10,2 cm.
  - Hole is de naam van het stuk golfbaan van tee tot en met green. Een standaard golfbaan bestaat uit 9 of 18 holes.
- Hole-in-one:  de bal vanaf de afslag in één slag in de hole slaan.
- Hole uitgespeeld: zodra de speler de bal in de hole heeft geslagen.
- honor: Nederlands de "eer". De speler die het eerst van de afslagplaats mag spelen heeft wat men noemt "de eer".
- Hoofdgreenkeeper: eindverantwoordelijke voor het onderhoud van de baan.
- Hook: balvlucht die sterk van rechts naar links gaat. Meestal een foute slag, maar kan met opzet worden geslagen om een obstakel te ontwijken.
- Hooters tour: De "National Golf Association Pro Golf Tour" is een ontwikkelings professionele golftour in de USA voor mannen.
- Horn: Een stukje van de horens van een ram (of een stukje celluloid, hout etc.) wat vooraan in de zool van de "houten" club werd geplakt om die zool te beschermen tegen beschadigingen.
- Horses for courses: Bepaalde spelers spelen altijd goed op een bepaalde baan.
- Horseshoe: Een putt die de hole lipt, niet valt, 180 graden draait en weer naar de speler toe rolt.
- Hosel rocket: Het overgangsgebied tussen slagvlak en hosel. Als de bal daar wordt geraakt, gaat hij extreem naar rechts en blijft heel laag. Nachtmerrie van elke golfer.
- Hosel: Het overgangsstuk tussen de shaft en het clubblad.
- Hot: wanneer iemand zo goed speelt dat het bijna onwerkelijk is dan is men "hot".
- Houten: club voor lange slagen. De kop ervan was vroeger gemaakt van hout, vandaar de naam "Houten".
- Hummock: een bult of een richel die een natuurlijk obstakel vormt.
- Hunched: een speler met een slechte beginhouding. De schouders hangen naar beneden om de stok vast te houden, in plaats van de grip gewoon in de handen te pakken. Ook gebruikt als (slechte) beginhouding bij het putten.
- Hustler: een golfer die van een weddenschap houdt en tegenstanders uitzoekt omdat hij weet dat hij van ze kan winnen. Ook iemand die een hoge handicap aanhoudt om zo een wedstrijd te winnen. In Nederland noemen we zo iemand "een duikboot".
- Hybride: een "houten", op de markt sinds 2006, die vergevingsgezinde eigenschappen heeft zodat een slag uit bijvoorbeeld de "semirough" kansrijk wordt.

## I
- Iffy: Nadat een slechte slag is geslagen en onduidelijk is waar de bal terechtgekomen is, dan is de situatie "iffy".
- IJzer 1: lange stok met een ijzeren kop (hellingshoek 15-17 graden) om lange afstanden mee te slaan. 200 meter of meer voor lage, mannelijke handicappers. Ook wel "driving iron" genoemd.
- IJzer 2: lange stok met een ijzeren kop (hellingshoek 17-19 graden) om lange afstanden mee te slaan. 190 meter of meer voor lage, mannelijke handicappers. Vroeger werd deze stok een "cleek" genoemd.
- IJzer 3: lange stok met een ijzeren kop (hellingshoek 20-22 graden) om lange afstanden mee te slaan. 180 tot 200 meter voor lage, mannelijke handicappers. Vroeger ook wel "mid-mashie" genoemd.
- IJzer 4: langere stok met een ijzeren kop (hellingshoek 22-24 graden) om lange afstanden mee te slaan. 160 tot 190 meter voor lage, mannelijke handicappers. Vroeger ook wel "mashie-iron" genoemd.
- IJzer 5: middellange stok met een ijzeren kop (hellingshoek 26-28 graden) om middellange afstanden mee te slaan. !50 tot 170 meter voor lage, mannelijke handicappers. Vroeger ook wel "mashie" genoemd.
- IJzer 6: middellange stok met een ijzeren kop (hellingshoek 30-32 graden) om middellange afstanden mee te slaan. 140 tot 160 meter voor lage, mannelijke handicappers. Vroeger ook wel "mashie-niblick" genoemd.
- IJzer 7: middellange stok met een ijzeren kop (hellingshoek 34-36 graden) om middellange afstanden mee te slaan. 130 to 150 meter voor lage, mannelijke handicappers. Ook deze stok werd vroeger een "mashie-niblick" genoemd.
- IJzer 8: kortere stok met een ijzeren kop (hellingshoek 38-40 graden) om kortere afstanden mee te slaan. 120 tot 140 meter voor lage, mannelijke handicappers. Vroeger ook wel "pitching-niblick" genoemd.
- IJzer 9: korte stok met een ijzeren kop (hellingshoek 42-44 graden) om korte afstanden mee te slaan. 110 tot 130 meter voor lage, mannelijke handicappers. Vroeger ook wel "spade-niblick" genoemd.
- IJzerspeler: een goede speler met zijn "ijzers".
- Immovable obstruction: zie "onnatuurlijk voorwerp".
- Impact: het moment van raken van de bal.
- Improve your lie: De basisregel van golf is het spelen van de bal zoals hij ligt. Wordt gezondigd tegen die regel om een beter schot te hebben, dan "you're improving your lie". Gevolg: 2 strafslagen optellen bij de score.
- Ingebedde bal: zie "embedded ball".
- In play: Nederlands: bal in het spel. Een bal is "in spel" zodra een speler een slag heeft gedaan op de afslagplaats. Hij blijft in spel totdat hij is uitgeholed, behalve wanneer hij verloren is, buiten de baan ligt of is opgenomen, of is vervangen door een andere bal, ongeacht of deze vervanging wel of niet is toegestaan; zo'n vervangende bal wordt de bal in spel.
- Intended line of flight: De beoogde balvlucht.
- interlocking: Een van de twee allermeest toegepaste manieren om een club vast te houden: de rechter pink steekt tussen de linker wijs- en middelvinger door.
- In the hunt: elke speler is "in the hunt" wanneer hij goede kans heeft het toernooi te winnen of op de laatste dag de leider dicht op de hielen zit.
- In the money: Als in een professioneel toernooi een speler "de cut" haalt, dan is hij zeker van enig prijzengeld, "he is in the money".
- Invitational: een toernooi waaraan de spelers enkel op uitnodiging mogen meedoen.
- Inward nine: De tweede 9 holes van een 18-hole-golfbaan.

## K
- Kanten: spelers die als team spelen en dus elkaars partner zijn.
- KBGF: Koninklijke Belgische Golf Federatie.
- NGF: Koninklijke Nederlandse Golf Federatie.

## L
- Ladies European Tour: De jaarlijkse Europese toernooicyclus voor professionele golfsters
- Lateraal water: waterhindernis die met de speelrichting van de hole meeloopt en wordt gemarkeerd met rode paaltjes of een rode verflijn op de grond.
- Leaderbord: In professioneel golf grote borden in de baan waar de actuele score op wordt bijgehouden.
- Leary: bij sommige wedstrijden wordt een speciale prijs uitgeloofd voor het behalen van de Leary, dat wil zeggen de bal die het dichtste bij de vlag terecht is gekomen na twee slagen. Het maakt niet uit of de bal op de green ligt of daarbuiten.
- Lefty: Een linkshandige speler.
- Level par: De score (tot dan toe in de baan, of na 18 holes) is gelijk aan de par van de baan.
- Lezen van de green: Het gehele proces om de juiste richting en snelheid voor een goede putt te beoordelen (de lengte van het gras, het soort gras, de groeirichting van het gras, hoe zacht of hard de ondergrond is, de helling van de green, hoe droog of hoe nat de green is, de wind, de bak, de club en als laatste de techniek).
- Lie: de ligging van de bal, de lie kan goed of slecht zijn.
- Golfbaan#Soorten golfbanen: een golfbaan gelegen aan zee, waarbij de wind een dominante factor is.
- Lip (hole): De bal lijkt in de hole te vallen, maar pakt de lip (rand) van de hole, wordt daardoor van richting veranderd en valt niet, maar rolt een beetje door.
- Lobwedge: club met de hoogste loft (meestal 60-62 graden), om de bal kort en hoog te spelen.
- Local rules: Elke golfclub is gerechtigd plaatselijke regels in te stellen mits ze niet in conflict zijn met de Golfregels. Voorbeeld: paden behoren wel of niet tot de baan.
- Loft: aantal graden dat het clubblad gedraaid is van het midden van de shaft.
- Longhitter: Een speler of speelster die ver kan slaan.
- Long iron: Een ijzer, club, iron (met weinig loft) voor een ver schot. Tot de lange ijzers worden meestal ijzer 4, 3, 2 en 1 gerekend.
- Lop shot: Een hoog schot over geringe afstand dat na de landing slechts weinig doorrolt.
- Los natuurlijk voorwerp: Natuurlijke voorwerpen, zoals stenen, bladeren, twijgen, takken en dergelijke, uitwerpselen, wormen en insecten en door deze dieren gemaakte hopen, mits deze voorwerpen niet vastzitten of groeien, niet stevig zijn ingebed en niet aan de bal kleven.
- Lost bal, lost hole: Een oude regel in matchplay: als de bal verloren is dan heeft men de hole verloren.

## M
- Major championship: er zijn vier met afstand belangrijkste wedstrijden per jaar: de Majors. Dat zijn de British Open (door de Engelsen altijd "the Open" genoemd, de US Open, de US PGA en The Masters (altijd op Augusta National).
- Marker:
  - persoon die de score van de speler bijhoudt, meestal de medespeler (bij strokeplay) maar niet (bij matchplay), maar er kan ook speciaal een marker met iemand meegestuurd worden.
  - klein, meestal plat en rond, voorwerp om de balpositie te markeren als die tijdelijk opgeraapt mag worden. Dit mag altijd op de green, en soms in de baan.
- Matchplay: spelvorm waarbij twee spelers (of twee duo's) tegen elkaar, hole per hole spelen; wie de minste slagen op een hole nodig heeft, wint die hole. Wie één hole meer gewonnen heeft dan de tegenstander is "one up" (de tegenstander is dan "one down"); bij gelijke stand zegt men dat het "all square" is. Bij matchplay hoeven niet noodzakelijk alle holes gespeeld te worden: als men meer holes voorsprong telt dan er overblijvende holes zijn, staat de winnaar vast en wordt de wedstrijd beëindigd. Men zegt dan "vier holes up en drie te spelen".
- Metal woods: stokken voor lange slagen. Zelfde als houten, maar de kop is uitgevoerd in metaal.
- Mulligan: Gemiste afslag van de eerste tee, die de speler mag overdoen (niet officieel). Er bestaat ook een "floating Mulligan" waarbij de speler zelf mag bepalen welke afslag hij mag overdoen.

## N
- Neary: bij sommige wedstrijden wordt een speciale prijs uitgeloofd voor het behalen van de neary, dat wil zeggen de bal die het dichtste bij de vlag terecht is gekomen. Het maakt niet uit of de bal op de green ligt of daarbuiten.

## O
- O.B.: Afkorting van Out of Bounds. Zie ook Buiten de baan.
- Obstakels: kunstmatige constructies in de baan om het spel te bemoeilijken.
- Oefenswing: proefswing die spelers maken voordat zij hun stand innemen om de bal te gaan slaan.
- Onspeelbare bal: De speler ziet de bal liggen, kan erbij, alleen een slag doen gaat echt niet of het risico op een misser is erg groot. Alleen de speler zelf kan zijn bal onspeelbaar verklaren. Dat kost overigens wel 1 strafslag.
- Opteeën: bal op de afslagplaats op een tee zetten zodat hij bij de slag vrij is van de grond. Vroeger stond op de afslagplaats een bak met zand, zodat men een klein hoopje zand kon maken om de bal op te leggen.
- Outside agency: elk voorwerp of levend wezen dat geen onderdeel uitmaakt van de baan.
- Out of Bounds: aanduiding voor een stuk grond dat geen onderdeel van de baan uitmaakt. De grenzen van dit gebied worden gemarkeerd met witte paaltjes. Indien een speler een bal Out of Bounds slaat dient hij een nieuwe bal te slaan van dezelfde plek en krijgt hij één strafslag. Een bal is pas Out of Bounds als hij helemaal Out of Bounds is.

## P
- Par: getal dat aangeeft in hoeveel slagen een zeer goede speler een hole speelt. Er wordt wel gezegd dat het een afkorting is van "Professional Average Return".
- Par 3: Een zeer goede speler slaat de bal met één slag op de green en daarna met twee slagen met de putter in de hole. Lengte van een par 3 hole is maximaal 225 meter.
- Par 4: Een zeer goede speler slaat de bal met de eerste slag een heel eind richting de green, met de tweede slag op de green en daarna met twee slagen met de putter in de hole. Lengte van een par 4 hole ligt tussen de 225 en 425 meter.
- Par 5: Een zeer goede speler slaat de bal met de eerste slag een heel eind richting de green, met de tweede slag weer dichter bij de green, met de derde slag op de green en daarna met twee slagen met de putter in de hole. Lengte van een par 5 hole vanaf 425 meter en meestal niet langer dan 550 meter.
- Partner: medespeler in teamverband.
- Partijen: teams die gezamenlijk een wedstrijd spelen tegen andere teams.
- PGA: Professional Golfers' Association, de bond voor professionele golfers. In Nederland heet deze bond PGA Holland.
- Pin: vlaggenstok die in de hole op de green staat.
- Pitch: korte hoge slag, gespeeld met een club met veel loft. Zie ook "chip".
- Pitchfork: doordat de bal van grote hoogte op de green landt maakt hij daar, wanneer de green tenminste niet droog en hard is, een deuk, een "pitchmark". Met een speciaal vorkje (ziet eruit als een frites vorkje) MOET de golfer dat repareren.
- Pitchmark: putje dat een bal achterlaat op de green bij het neerkomen na een slag vanaf de baan.
- Pitch & Putt baan Extreem korte golfbaan (holes van 30 tot 90 meter) waar slechts met twee clubs wordt gespeeld: de pitching wedge en de putter.
- Pitch and run: een kort schot met een club met veel loft en met een meer dan gebruikelijke rol na de landing.
- Pitching irons: meestal worden de wedges in een tas aangeduid als "pitching irons".
- Pitching niblick: oude naam voor een ijzer 8.
- Pitching wedge: een stok om een korte hoge bal te slaan.
- Plaatselijke regels: Elke golfclub is gerechtigd plaatselijke regels te stellen, mits deze maar niet in conflict zijn met de Golfregels.
- Plaatsen: terugplaatsen, als de bal mag worden opgepakt (op de green of na een geplugde ligging of na een controle, dan moet de bal weer op dezelfde plaats worden teruggelegd.
- Plaatsen: In het Engels: "preferred lie". Er zijn soms (winterse) omstandigheden waarin de baan niet in die conditie is als men wel zou willen. Dat zorgt soms voor een unfaire ligging van de bal. In zo'n situatie geeft de Regelcommissie van de desbetreffende club aan dat de speler mag "plaatsen" en dat wil zeggen: men mag de bal oppakken, schoonmaken en plaatsen binnen 15 centimeter van de oorspronkelijke ligging, maar niet dichter bij de hole.
- Play as it lies: de algemene regel en betekent precies wat er staat: men moet de bal spelen zoals men hem aantreft (en dus niet stiekem verleggen).
- Play-off: Als een wedstrijd gelijk is geëindigd wil men vaak een beslissing hebben. Het spelen van die beslissing (vaak "sudden death", soms zelfs 18 holes) heet een play-off. Ook wel "extra holes" genoemd.
- Player: niet iedereen die golf speelt is een "player". Player wordt alleen gebruikt voor iemand die echt heel goed is. Dat zijn in principe dus alleen de professionele spelers en de topamateurs.
- Playing long: als de baan erg nat is en de bal daardoor vrijwel niet doorrolt, wordt gezegd "the course is playing long today".
- Playing professional: afkorting voor een professional, die voor geld wedstrijden speelt.
- Plugged ball: de bal ligt begraven in zijn eigen pitchmark. Wordt ook wel "spiegelei" genoemd.
- Plus handicap: een handicap beter dan nul (scratch). Zo'n speler (vaak een topamateur) heeft dan bijvoorbeeld een handicap van +2 en speelt dus een baan gemiddeld in twee slagen onder par.
- Pro: afkorting van golfprofessional, iemand die zijn geld verdient door golfles te geven (teaching pro) of wedstrijden te spelen (playing pro).
- Pro-Am: een golftoernooi waarbij een professional met 1-3 amateurs in een team speelt. Meestal wordt slechts de beste netto-score van het team geteld, soms worden de twee beste scores geteld.
- Provisionele bal: bal die uit voorzorg geslagen wordt indien het onduidelijk is of de oorspronkelijk geslagen bal nog vindbaar is.
- Punch shot: een laag schot om onder obstakels door te vliegen. Vaak wordt dit schot gebruikt als de bal in het bos ligt en de bomen een normaal schot blokkeren.
- Putt: de slag naar de hole, gemaakt met de putter, vanaf (meestal) de green.
- Putter: club die gebruikt wordt bij het putten van de bal op de green. De hoek van een putter is slechts een paar graden, zodat de bal niet in de lucht gaat maar uitsluitend rolt.

## Q
- Qualifying: geeft aan of het behaalde resultaat in een wedstrijd of toernooi de handicap van de deelnemer zal verhogen/verlagen.

## R
- Rough: dat gedeelte van een hole dat grenst aan de fairway en vaak gekenmerkt wordt door hoog gras.
- Ryder Cup: tweejaarlijkse wedstrijd tussen de beste spelers van de USA en Europa. In 1927 werd de prijs ter beschikking gesteld door Samuel Ryder uit St.Albans, Herts, Engeland. Om en om wordt op een Amerikaanse en Europese baan gespeeld.

## S
- Sand Wedge: club met een grote loft en speciale bouw, om de bal uit een bunker te slaan.
- Scratch speler: een speler met handicap 0. Hij  speelt dus gemiddeld elke hole, elke golfbaan in par.
- Shank: het overgangsgebied tussen slagvlak en hosel. Als de bal daarmee geraakt wordt gaat de bal extreem naar rechts en blijft hij heel laag. Ook wel 'socketing' en 'hoseling'. Nachtmerrie van elke golfer.
- Shaft: De steel van de club. Vroeger van hout, daarna van staal. Vandaag de dag worden ze veel gemaakt van grafiet of titanium. Moderne shafts worden gemaakt in verschillende "flex", buigzaamheid, voor verschillende swingsnelheden.
- Slice: als de vlucht van de bal (meestal onbedoeld) krom naar rechts afwijkt (voor linkshandige spelers, naar links); zie Hook.
- Snap Hook: aanduiding voor een extreme hook.
- Spotter: door commissie aangewezen persoon die de spelers aangeeft waar de bal terecht is gekomen. Dit kan nodig zijn bij mist of bij blinde tee-shots. Bij wedstrijden worden spotters weleens ingezet om de zoektijd te verkorten.
- Stableford (telling): spelvorm waarbij het resultaat van een hole alsmede de gehele ronde afhankelijk wordt gesteld van de handicap van de speler. Afhankelijk van zijn handicap krijgt de speler op tevoren vastgestelde holes een extra slag. De telling geschiedt per hole.
- Stance (Nederlands: stand): het plaatsen van de voeten in een stand voor en ter voorbereiding van het doen van een slag.
- Standing: de regels waarin wordt beschreven hoe de voorrang in de baan is geregeld.
- Starttijd: tijdstip dat een speler aan zijn ronde moet beginnen.
- Stimp: de stimp van de green is een maat hoe snel de green is. De stimp wordt bepaald door de stimpmeter. Hoe hoger de stimp, hoe sneller de green. Stimps van 10 en hoger geven aan dat de green snel is. 12 is extreem snel, zoals tijdens de meeste professionele toernooien.
- Stimpmeter: een apparaatje ontworpen door Stimpson in de Verenigde Staten, die een golfbal vanuit een gootje van 75 cm hoog en onder een hoek van circa 20 graden de green op laat hollen. De lengte die de golfbal dan in foot (30,88 cm) doorrolt wordt dan gemeten.
- Stroke-index: de moeilijkheidsgraad van een hole, genummerd van laag (moeilijk) naar hoog (makkelijk).
- Strokeplay: iedere slag telt voor de score, inclusief strafslag of airshot.
- Sudden death: voortzetting van het spel nadat twee of meer spelers een winnende score hebben zodat bepaald kan worden wie de winnaar wordt.

## T
- Tap-in: het van dichtbij intikken van de bal in de hole.
- Tee:
  - Tee, teebox, of afslagplaats: startplaats van een hole.
  - Tee: houten of plastic pinnetje waarop een bal geplaatst kan worden als hulpmiddel voor het afslaan van een bal vanaf de afslagplaats van de hole.
  - Tee time, tijdstip waarop de speler verwacht wordt af te slaan vanaf de eerste afslagplaats.
- Tegen par spelen: een spelvorm, waarbij de speler tegen zichzelf matchplay speelt.
- Thin shot: slag waarbij de speler de bal met zijn club boven de middenlijn raakt hetgeen meestal resulteert in een lage balvlucht.
- Threesome: wedstrijdvorm waarbij één speler speelt tegen twee andere spelers, elke kant met één bal.
- Tijdelijk water: aanduiding voor water in de baan, niet zijnde een expres aangelegde waterhindernis. Tijdelijk water is meestal het gevolg van overvloedige regenval. De speler wiens bal in tijdelijk water ligt mag de bal opnemen en droppen op het dichtstbijzijnde punt waar hij geen last meer heeft van dat tijdelijke water, maar niet dichter bij de hole.
- Tiensecondenregel: Als een bal op de rand van de hole ligt en "dreigt" te vallen, dan mag een speler maximaal 10 seconden wachten of de bal inderdaad nog valt. In alle andere gevallen moet hij één slag bij de score optellen. Te missen is die bal natuurlijk niet.
- Topped: slag waarbij de speler de bal op de bovenkant raakt.
- Tourkaart betekent speelgerechtigd zijn gedurende 1 jaar op het hoogste niveau voor de mannen Europese PGA Tour of voor de vrouwen Ladies European Tour.
- Trolley: Ook wel kar genoemd. Een 2/3/4-wielig duw- of trekkarretje waar de golftas op wordt gezet. De speler blijft lopen, anders heet het een "buggy".
- The yips: term die gebruikt wordt wanneer de speler - als gevolg van de angst om te missen - moeite heeft om de bal in de hole te putten. De yips worden gekenmerkt door een trillend gevoel in de handen wanneer de bal geput moet worden.

## U
- Uitputten: de bal in de hole putten; ook 'uitholen'.
- Up and down: de bal van naast de green in twee slagen in de hole krijgen.
- Uphill lie: de speler staat op een helling en de bal ligt hoger dan zijn voeten.

## V
- Verticuteren: de bovenlaag van de green tot enkele centimeters in de grond met messen bewerken, om mosvorming en verdichting van de grond (vilt) tegen te gaan, dood gras te verwijderen en nieuwe groei te stimuleren.
- Voorgreen: gedeelte van de baan gelegen tussen fairway en green. Het gras is daar korter dan op de fairway maar langer dan op de green.

## W
- Wedge: een golfclub met veel loft (48 graden of meer), gebruikt voor korte tot zeer korte slagen.
- Wildcard: recht op deelname aan een toernooi of wedstrijd voor een - in eerste instantie - niet-geplaatste speler.
- Wintergreen: de normale green (ook wel zomergreen genoemd) wordt vaak gespaard in de winterperiode. Er wordt dan gespeeld op een (tijdelijke) wintergreen, vaak niet meer dan een wat korter gemaaid stukje fairway.

## X
- X-out: ballen met een schoonheidsfoutje waardoor ze niet aan de bedoelde kwaliteitseisen voldoen.

## Y
- Yardage book: caddieboekje, een boekje met een plattegrond van elke hole van de baan, waarop bij alle holes afstanden zijn genoteerd, zodat het afstand inschatten veel eenvoudiger wordt.